# Sadler (Familienname)
Sadler ist ein Familienname im deutschen und englischen Sprachraum.

## Herkunft und Bedeutung
Sadler ist ein Berufsname, der auf das mittelhochdeutsche sateler bzw. das mittelniederdeutsche sadeler (deutsch: Sattler oder Sattelmacher) zurückgeht.

## Varianten
- Sadeler, Sattler, Sädler, Sedler, Sattel

## Namensträger
- Arthur Lindsay Sadler (1882–1970), britischer Orientalist
- Barry Sadler (1940–1989), US-amerikanischer Sänger
- Benjamin Sadler (* 1971), deutscher Schauspieler
- David Sadler (* 1946), englischer Fußballspieler
- Elliott Sadler (* 1975), US-amerikanischer Automobilrennfahrer
- Gary Sadler (* 1962), britischer Radrennfahrer
- Haskell Sadler (1935–1994), US-amerikanischer Bluessänger, Songwriter und Gitarrist
- Helmut Sadler (1921–2017), deutscher Komponist
- Henriette Sadler (* 1954), österreichische Autorin
- Herbert J. Sadler (1894–1955), kanadischer Organist, Musikpädagoge und Komponist
- James Sadler (1753–1828), britischer Chemiker und Ballonfahrer
- Joseph Sadler (1791–1849), ungarischer Botaniker
- Matthew Sadler (* 1974), englischer Schachspieler
- Matthew Sadler (Fußballspieler) (* 1985), englischer Fußballspieler
- Michael Sadler (* 1954), kanadischer Musiker
- Michael Thomas Sadler (1780–1835), britischer Politiker, siehe Sadler-Report
- Mike Sadler (eigentlich  Willis Michael Sadler, 1919–2024), britischer Offizier und Polarforscher
- Mike Sadler (Footballspieler) (1991–2016), US-amerikanischer American-Football-Spieler
- Nicholas Sadler (* 1967), US-amerikanischer Schauspieler
- Otto Sadler (1917–1992), deutscher Bankkaufmann und Politiker (DDR-CDU)
- Peter Sadler (1941–2009), britischer Automobilrennfahrer
- Reinhold Sadler (1848–1906), US-amerikanischer Politiker
- Thomas Vincent Faustus Sadler (1604–1681), englischer Benediktiner und Missionar
- Thomas William Sadler (1831–1896), US-amerikanischer Rechtsanwalt und Politiker
- Vincent Sadler (* 2001), deutscher Fußballspieler
- Walter Dendy Sadler (1854–1923), britischer Maler
- William Sadler (* 1950), US-amerikanischer Schauspieler
- William S. Sadler (1875–1969), US-amerikanischer Chirurg, Psychiater und Autor